# Queen (албум)
Queen је први студијски албум британске рок групе Квин издат јулу 1973. године. Албум је снимљен у студијима Трајдент (Trident Studios) и Ди Лејн Леа (De Lane Lea) у Енглеској, а продуценти су били Рој Томас Бејкер (Roy Thomas Baker), потписан као Рој Бејкер, Џон Ентони (John Anthony), и сами чланови групе.
Албум је обележен утицајем група попут Лед зепелина и Дип перпла, а лирски су покривене теме љубави, одрастања, али и митологије („My Fairy King”) и религије („Jesus”). На овом албуму је Фреди Меркјури компоновао пет од укупно десет песама. Брајан Меј је урадио четири песме, а Роџер Тејлор је урадио једну песму, коју је сам и отпевао.
Албум је сниман и монтиран веома дуго, што није нарочито уобичајено за један дебитантски албум, а све због тога што је бенд користио студио у периоду ван редовног радног времена, због уштеде новца.
Песме 1, 3, 5, 6, 8 и 9 су извођене на концертима већ од марта 1972.
Као последња песма на албуму се налази скраћена верзија, односно кратки инструментал песме „Seven Seas of Rhye”; целокупна песма, са гласовима, нашла се на следећем албуму групе, названом Queen II.
Џон Дикон је на омоту потписан као „Deacon John” („Deacon John on bass”, како на омоту плоче и пише). Брајан Меј је то објаснио на следећи начин: „Ми смо га тако звали, па је зато то и завршило на омоту. Џон се сложио, али је касније имао примедби, и тражио је да га сви зову по правом имену, Џон Дикон.”
Бенд је на омот ставио и натпис No synthesizers („Без синтисајзера”), обзиром да је било слушалаца који су мислили да је њихово интензивно вишеканално снимање, уз ефектно коришћење гитаре и гласова, заправо производ синтисајзера. Та опаска је касније постала једно од обележја групе, и користили су тај натпис све док осамдесетих нису коначно и почели да користе синтисајзере 

## Историја албума
Прича која стоји иза првог албума групе Квин је мешавина голе амбиције, рада "инсајдера" и сасвим "вампирског" радног времена. У касно лето 1971. године, новонастала група је добила своју прву праву прилику у новом студију Ди Лејн Леа у северно-лондонском насељу Вембли, а пре тога су већ имали завидан стаж у клубовима и на колеџима. Ту су, помоћу договора који је направио Тери Јидон (Terry Yeadon), радник код Ди Лејн Леа, и блиски пријатељ Брајана Меја, добили посао на тестирању нове звучне опреме и прављењу "демо трака" за клијенте који би изразили жељу да раде у новом студију. Заузврат, група Квин је добила неограничене термине за снимање, као и право на сав материјал за који би сами урадили продукцију. Под вођством главног студијског инжењера, Луи Остина (Louie Austin), група Квин је врло брзо направила низ демо снимака који су били довољно добри да би им осигурали и први уговор за албум (прва демо трака је на себи носила песме "Keep Yourself Alive", "The Night Comes Down", "", "Jesus" и "Liar").
У почетку, и поред квалитета, ни једна продукцијска кућа није желела да их прими. Стигла је само скромна понуда куће Chrysalis Records/Chrysalis Productions, мада је и она послужила само као нека врста мамца за веће куће. Међутим, сам Фреди Меркјури није деловао забринуто. Изјавио је - "Ароганција је веома битна ствар када почињете, а то значи да морате себи да говорите да ћете бити најбоља група, а не неки број два на листи. Ми смо напросто знали да носимо то у себи, и узгред, имали смо и веома велике егое“.

Срећа им се променила набоље када је стари познаник Меја и Тејлора из времена групе Смајл ("Smile"), Џон Ентони (John Anthony) посетио групу у студију. Ентони је радио као инжењер у студију Трајдент, а у посету је дошао са колегом из фирме, Рој Томас Бејкером (Roy Thomas Baker). Бејкер је у то време већ стицао славу, пре свега радом на продукцији другог албума шкотских блуз-рокера из групе Назарет (Nazareth), названог "Exercises". Према легенди, када је Бејкер наишао, Квин су радили на песми "Keep Yourself Alive", новој песми која је на Бејкера оставила такав утисак да је "... сасвим заборавио да је дошао само у обилазак студија!"

Уверени у величину и славу која групи предстоји, Бејкер и Ентони су се вратили код својих послодаваца са препоруком да под хитно понуде момцима уговор. Власници Трајдента, Норман и Бери Шефилд (Norman&Barry Sheffield) су већ размишљали о прављењу издавачке куће, као допуни за већ постојећи студио и учешће у продукцији филмова. Међутим, обзиром на неафирмисаност и младост, група Квин је имала веома амбициозне пословне/уговорне захтеве - тражили су одвојене уговоре за издаваштво, менаџмент и продукцијска права. Иако су браћа Шефилд на крају пристала на ове захтеве, одлучили су да ипак сами не издају ЛП првенац групе. Они су обезбедили време у свом студију у насељу Сохо, опремљеном миксетом са 24 канала, а резултате рада су решили да повере некој већ добростојећој продукцијској кући.
У продукцији Рој Томас Бејкера и Џона Ентонија (мада су и чланови бенда добили титуле "асистената продукције" за свој труд), албум "Queen" је снимљен у исцрпљујућој серији кретања и стајања током готово читаве 1972. године, а најинтензивније од јуна до новембра. Разлог за такав темпо је то што је група добила термине у Трајдентовом лавиринтском комплексу само онда када нису снимали познатији клијенти. "Позвали би нас", сећа се Брајан Меј, "да нам јаве да је Дејвид Боуи или неко други завршио пар сати раније, па имамо 'форе'од 3 до 7 ујутру, када ће чистачице доћи..." Бејкер је касније рекао - "Благи Боже, био је то исцепкани, заморни процес... сасвим смо зависили од тога да ли смо уграбили слободно време у студију, али и тако је албум успео да се роди!" Док су један дан чекали на свој термин у студију, продуцент Робин Кејбл (Robin Cable) је замолио Меркјурија да отпева вокале на песмама "I Can Hear Music" и "Goin' Back", на којима је Кејбл тада радио. Меркјури је у рад укључио и Меја и Тејлора, па су тако и те песме настале. 
Бенд се фокусирао на рад на по једној песми. Ипак, ништа није ишло лако. Бенд је имао високо мишљење о својим демо тракама из Ди Лејн Леа студија, али им је Бејкер тражио да све песме сниме поново, са новом и бољом опремом. "Keep Yourself Alive" је прва песма која је тако настала, и бенд уопште није био задовољан резултатом. Снимили су је још једном, али су током миксовања били веома незадовољни свим верзијама. Тек када је нови инжењер, Мајк Стон (Mike Stone) урадио миксовање, сви су били задовољни. Он је остао уз бенд, и био продуцент и на каснијих пет албума. Први поновни снимак ове песме је касније (1991. године) издао и Hollywood Records у САД као "(Long Lost Re-take)", уз одобрење Брајана Меја. Још једна песма је била врло проблематична. Песма "Mad The Swine" је снимљена за албум, али се бенд и Бејкер нису слагали око тога како звучи перкусионистички део. Пошто се нису договорили, песма је сасвим избачена са албума. И она је испливала на светло дана тек 1991. као Б-страна ЦД сингла "Headlong" у Уједињеном Краљевству, и на новом издању целог првог албума, у продукцији компаније Hollywood Records у САД. Верзија песме "The Night Comes Down" је у ствари верзија снимљена у Ди Лејн Леа студију, обзиром да су и бенд и продуценти били задовољни њеним квалитетом.
Као да то није доста, одлука о стављању албума у руке неке друге издавачке куће се показала као врло проблематична. Укратко, интересовање за нови албум је било практично никакво! Ипак, Џек Нелсон (Jack Nelson), особа задужена од Трајдента да побуди интересовање стручне јавности, успео је да убаци групу у кућу ЕМИ (EMI), помоћу познанства са њиховим продуцентом Ројем Федерстоном (Roy Featherstone). Ипак, све је морало да сачека и то да Џон и Роџер дипломирају. "Тада смо одлучили - 'добро, бавићемо се рок музиком'", рекао је касније Меркјури, "и стварно ћемо се потрудити. Нема половичних решења, идемо на све или ништа!"

Скоро 8 месеци откако је бенд завршио рад на деби албуму, продуцентска кућа ЕМИ је албум избацила 13. јула 1973. године. Обележен готово месијанском сликом Фредија на омоту, радом фотографа Дагласа Падифута (Douglas Puddifoot), и поруком "Без синтисајзера" (што је само шаљиво скретање пажње на изузетно умеће на гитари Брајана Меја), албум "Queen" је била амбициозна, мада не сасвим успешна на тржишту најава намера бенда. Препун шарених музичких прелаза, устрепталих мелодија и шизофреничних монтирања, албум је пун песама које су ретко успевале да се истакну, и уместо тога су често остајале да висе између дела Лед Цепелина која нагињу металу, прогресивних дела групе Јес (Yes) и акустичне драматизације Крозбија, Стилс Неша и Јанга (Crosby, Stills Nash, Young). Треба рећи и то да је због дугог чекања, бенд већ увелико радио на свом другом албуму док је чекао излазак првог. Снимили су и два кратка наступа за Би-Би-Си радио у то време. Први сингл, "Keep Yourself Alive" (микс Мајка Стона, који се сада сматра званичном верзијом) избачен је недељу дана пре самог албума. За тржиште у САД је песма скраћена са 3:47 на 3:30, и изашла је тек у октобру. На Б-страни је у свим земљама песма "Son And Daughter". Албум је у САД објављен 4. септембра. 

За неке критичаре, међу којима и тада чувеног Ника Кента (Nick Kent) из часописа NME, тежња групе Квин ка неумерености (као и жестока промоција од стране куће ЕМИ) је била заиста превише. Рекао је - "Овај ЛП је само кофа урина!"

Ипак, постојали су и тренуци који су најављивали рођење једне музичке империје - вишеканални оперетски тон у песми "Liar", кремасти, хармонизовани звук гитаре у песми "Keep Yourself Alive", и лагани аранжман у песми "Great King Rat", најављивали су рад групе која се не боји да ради нешто ново и да експериментише. Ипак, требало је да прођу три године да би група Квин дошла на британске топ-листе, и то до места број 24, захваљујући изузетном успеху албума "A Night at the Opera". "Група Квин је створена за славу и рефлекторе", рекао је Меркјури својевремено. Време је то и показало, уз одређено чекање.
Постоји још снимака из тог времена, који су се појавили углавном у приватним колекцијама. Примери таквих песама су: "Silver Salmon" (песма настала у групи Смајл), "Polar Bear" (такође из времена групе Смајл), "Rock And Roll Medley" (уживо извођени микс рок песама), и донекле озлоглашена песма "Hangman" (чије је постојање дуго званично негирано, иако су постојали снимци са концерата).
Elektra Records је издала сингл "Liar" у изузетно измењеном облику (без знања бенда) 4. фебруара 1974, са Б-страном "Doing All Right". 
Elektra Records је у јулу 1975 избацила и измењену верзију песме "Keep Yourself Alive", са дуплом Б-страном (што је реткост на сингл-плочама од 7") са песмасма "Lily Of The Valley" и "God Save The Queen", где Б-страна одговара оригиналним песмама. 
Hollywood Records је издао промо ЦД са 5 верзија песме "Keep Yourself Alive", као промоцију сета "Crown Jewels" (1998). Верзије на ЦД-у су: "Long Lost Re-take", "BBC Session #1 Version", "", "Album Version (Unremastered)" и "Album Version (1998 Remastered Version)".

## Списак песама
- Страна 1:
  1. Keep Yourself Alive - (May) – 3:46 *
  2. Doing All Right - (May and Staffell) – 4:09
  3. Great King Rat - (Mercury) – 5:41
  4. My Fairy King - (Mercury) – 4:08
- Страна 2:
  1. Liar - (Mercury) – 6:26 *
  2. The Night Comes Down - (May) – 4:23
  3. Modern Times Rock 'n' Roll - (Taylor) – 1:48
  4. Son and Daughter - (May) – 3:21
  5. Jesus - (Mercury) – 3:44
  6. Seven Seas Of Rhye... [instrumental] - (Mercury) – 1:15

(* сингл)
Када је албум први пут изашао на касети, ред извођења је био измењен, па су на првој страни биле песме 1, 2, 5, 9 и 10, а на другој страни су песме 3, 4, 6, 7 и 8.
- 1991 бонус песме на ЦД-у у издању куће Hollywood Records (реиздање у САД):
  1. "Mad the Swine" (Previously Unreleased) (Mercury) – 3:21
  2. "Keep Yourself Alive (Long Lost Re-take)" (May) – 4:04
  3. "Liar (1991 Bonus Remix by John Luongo and Gary Hellman)" (Mercury) – 6:26

У раним фазама миксовања и монтирања песама за албум, оригинални списак песама је требало да буде другачији. Верује се да постоје и снимци тих раних миксова. Најочигледнија разлика је то што је песма "Mad The Swine" одвојена од песме "Great King Rat", са којом се у оригиналу спајала завршним бубњарским прелазом, постојао је и оригинални снимак песме "Keep Yourself Alive", као и неискоришћена верзија песме "The Night Comes Down", у ко-продукцији Рок Томас Бејкера.

## Екипа албума (како је наведена на омоту)
| Freddie Mercury   | lead & backing vocals, piano, electronic organ, tambourine                   |
| Brian May         | electric guitar, acoustic guitar, backing vocals, piano on "Doing All Right" |
| John Deacon       | bass guitar                                                                  |
| Roger Taylor      | percussion, backing vocals, lead vocals on "Modern Times Rock 'n' Roll"      |
| John Anthony      | producer, backing vocals on "Modern Times Rock 'n' Roll"                     |
| Roy Thomas Baker  | producer, sound engineer                                                     |
| Mike Stone        | sound engineer                                                               |
| Ted Sharpe        | sound engineer                                                               |
| Dave Hentschel    | sound engineer                                                               |
| Louie Austin      | sound engineer ("The Night Comes Down")                                      |
| Douglas Puddifoot | photography                                                                  |

## Топ листа
| Земља            | Место   | Место  | Место  | Продаја |
|                  | Највише | Недеља | Статус |         |
| ---------------- | ------- | ------ | ------ | ------- |
| Велика Британија | 24      | 18     | Златни | 350.000 |
| САД              | 83      | 9      | Златни | 750.000 |